# 모퉁이
모퉁이(No Surprise)는 한국에서 제작된 신선 감독의 2021년 영화이다. 이택근 등이 주연으로 출연하였고 신선 등이 제작에 참여하였다.

## 출연

### 주연
- 이택근
- 하성국
- 박봉준

### 조연
- 백수희
- 황미영
- 박준영
- 김민성
- 이재원
- 이동주

## 제작진
- 프로듀서: 노하정
- 제작실장: 이정우
- 제작부: 김민성
- 제작부: 이수희
- 투자: 신영부
- 촬영부: 정지윤
- 촬영부: 김민주
- 촬영부: 김다은
- 촬영부: 신정화
- 촬영부: 편기범
- 촬영부: 장진호
- 촬영부: 황세원
- 촬영부: 정가현
- 촬영부: 김민솔
- 촬영부: 김태산
- 촬영부: 연우진
- 스크립터: 강미선
- 조감독: 김태양
- 동시녹음: 이제한
- 동시녹음: 조유현
- 사운드디자인: 김주현
- 디지털색보정: 이진근
- 번역: 마크 브라질